# Roccaforte del Greco
Roccaforte del Greco és un comune (municipi) de la Ciutat metropolitana de Reggio de Calàbria, a la regió italiana de Calàbria, situat a uns 110 km al sud-oest de Catanzaro i a uns 20 km al sud-est de Reggio de Calàbria. A 1 de gener de 2019 la seva població era de 425 habitants.
Roccaforte del Greco limita amb els municipis següents: Bagaladi, Cardeto, Condofuri, Reggio de Calàbria, Roghudi, San Lorenzo, Santo Stefano in Aspromonte, Scilla i Sinopoli.